# HD 170773
HD 170773 eller HR 6948, är en ensam stjärna belägen i mellersta delen av stjärnbilden Södra kronan. Den har en skenbar magnitud av ca 6,22 och är mycket svagt synlig för blotta ögat där ljusföroreningar ej förekommer. Baserat på parallax enligt Gaia Data Release 3 på ca 27,07 mas beräknas den befinna sig på ett avstånd av ca 120 ljusår (ca 37 parsec) från solen. Den rör sig närmare solen med en heliocentrisk radialhastighet av ca -25 km/s. Stjärnan minskas på dess nuvarande avstånd i ljusstyrka genom skymning av interstellärt stoft med 0,19 magnitud och den har en absolut magnitud på +3,38.

## Observation
HD 170773  observerades första gången 1986 av astronomerna K. Sakadane och M. Nishida i deras undersökning av Vega-liknande stjärnor på grund av att stjärnan uppvisar ett överskott av infraröd strålning som kan tyda på närvaro av en omgivande stoftskiva. Emellertid upptäcktes den faktiska skivan inte förrän 2004 med Spitzer Space Telescope. Det kan finnas en andra kallare skiva som omger stjärnan, men efterföljande observationer har inte bekräftat detta.

## Egenskaper
HD 170773 är en gul till vit stjärna i huvudserien av spektralklass F5 V, men som också fått en klassificering av F5 IV, vilket anger att den är en något utvecklad underjätte som håller på att avsluta kärnfusion av väte i dess kärna. Den har en massa av ca 1,3 solmassa, en radie av ca 1,4 solradie och utsänder energi från dess fotosfär motsvarande ca 3,6 gånger solen vid en effektiv temperatur av ca 6 700 K. Den har en metallicitet nära solens med [Fe/H = -0,02]. Stjärnan roterar ganska snabbt med en projicerad rotationshastighet på ca 67 km/s. Den har en omgivande stoftskiva belägen på ett avstånd av 78 AE och med en temperatur på 43 K.